# Dederkały (gmina)
Dederkały – dawna gmina wiejska istniejąca do 1939 roku w woj. wołyńskim (obecnie na Ukrainie). Siedzibą gminy były Dederkały Wielkie.
W okresie międzywojennym gmina Dederkały należała do powiatu krzemienieckiego w woj. wołyńskim. 1 października 1933 roku do gminy Dederkały przyłączono część obszaru zniesionych gmin Borki i Borsuki.
Według stanu z dnia 4 stycznia 1936 roku gmina składała się z 20 gromad. Po wojnie obszar gminy Dederkały wszedł w struktury administracyjne Związku Radzieckiego.